# Dobsonia moluccensis
Dobsonia moluccensis là một loài động vật có vú trong họ Dơi quạ, bộ Dơi. Loài này được Quoy & Gaimard mô tả năm 1830.

## Hình ảnh